# Gare de Rœschwoog
La gare de Rœschwoog est une gare ferroviaire française de la ligne de Strasbourg à Lauterbourg, située sur le territoire de la commune de Rœschwoog, dans la collectivité européenne d'Alsace, en région Grand Est.
C'est une halte voyageurs de la Société nationale des chemins de fer français (SNCF) du réseau TER Grand Est, desservie par des trains express régionaux.

## Situation ferroviaire
Établie à 120 mètres d'altitude, la gare de bifurcation de Rœschwoog est située au point kilométrique (PK) 36,314 de la ligne de Strasbourg à Lauterbourg, entre les gares de Rountzenheim et de Roppenheim. Elle est également située au PK 21,628 de la ligne de Haguenau à Rœschwoog et frontière dont seul un court tronçon est utilisé pour la desserte d'un embranchement particulier.

## Histoire
La gare est mise en service en 1876, lors de l'ouverture de la ligne de Strasbourg à Lauterbourg. En 1895, elle devient une gare de bifurcation à la suite de l'ouverture de la ligne de Haguenau à Rœschwoog et frontière.
Le bâtiment de la gare n'existe plus après la Seconde Guerre mondiale.
Dans son état actuel, la gare possède un bâtiment principal, qui n'accueille plus les voyageurs, disposé entre les voies de la ligne de Strasbourg et de celle de Haguenau.
En mars 2013, la fréquentation en voyageurs de la gare est de 667 montants et 672 descendus des trains de la ligne Strasbourg - Lauterbourg.

### Projet de réouverture vers l'Allemagne
En 2018, l'Eurodistrict Pamina (Palatinat du Sud, Mittlerer Oberrhein et Nord-Alsace) envisage la réouverture de ligne de Haguenau à Rœschwoog et frontière au service des voyageurs d'ici « vingt à trente ans ». Le pont de Beinheim redeviendrait alors un pont ferroviaire permettant des liaisons directes entre Haguenau, Rastatt et Karlsruhe.
Le projet a été présenté en décembre 2020 au cours d'une conférence dédiée à l'avenir de la coopération transfrontalière. Un étude à moitié financée par l'Union européenne et dont le coût s'élève à 654 500 euros a été lancée et durera plusieurs mois. Cette étude a pour but d'estimer le coût du projet. 
Cette réouverture referait de la gare de Roeschwoog une gare de bifurcation vers l’Allemagne.

## Fréquentation
De 2015 à 2023, selon les estimations de la SNCF, la fréquentation annuelle de la gare s'élève aux nombres indiqués dans le tableau ci-dessous.
| Année     | 2015   | 2016   | 2017   | 2018   | 2019   | 2020   | 2021   | 2022   | 2023   |
| --------- | ------ | ------ | ------ | ------ | ------ | ------ | ------ | ------ | ------ |
| Voyageurs | 56 596 | 54 688 | 54 412 | 53 478 | 58 857 | 43 367 | 52 696 | 72 205 | 72 974 |

## Service des voyageurs

### Accueil
Halte SNCF, c'est un point d'arrêt non géré (PANG) à accès libre. Elle est équipée d'automates pour l'achat de titres de transport.

### Desserte
Rœschwoog est desservie par des trains TER Grand Est circulant entre Strasbourg-Ville et Lauterbourg et par des cars TER effectuant des parcours vers ou depuis Strasbourg et vers ou depuis Lauterbourg.

### Intermodalité
Un parc pour les vélos et un parking pour les véhicules y sont aménagés.

## Service des marchandises
Cette gare est ouverte au service du fret (train massif seulement).
Le document de référence du réseau (DRR) pour l'horaire de service 2019 indique qu'elle dessert une installation terminale embranchée (ITE).

## Patrimoine ferroviaire
Le bâtiment voyageurs construit après la Seconde Guerre mondiale jouxte une halle à marchandises du XIXe siècle dont il est séparé par le passage à niveau de la rue de la Gare.
L'emplacement du bâtiment d'origine, entre les voies, semble corroboré par la présence de la halle. Le bâtiment actuel constitué d'un volume de sept travées haut d'un étage et surmonté d'un toit à deux croupes a été érigé après 1961 et remplace une allée arborée qui menait possiblement à l'ancienne gare dont le bâtiment était du même type que celui de Seltz, également détruit, La Wantzenau et Drusenheim.